# Heinz Spira
Heinz Spira, född 23 april 1938 i Wien, död 9 januari 2024 i Stockholm, var en svensk skådespelare och socionom.
Heinz Spira föddes strax efter Anschluss, och föräldrarna Richard Spira 1905-1982 och Marianne Spira 1910-1966 flydde 1939 till Shanghai, dit många andra europeiska judar tagit sin tillflykt. Familjen kom till Sverige 1947.
Han var elev vid Norrköping-Linköping stadsteaters elevskola 1959–1962. Efter 25 år som skådespelare och regissör bytte Heinz Spira bana, studerade på Socialhögskolan och blev kurator på RFSL. Fram till pensioneringen var han avdelningsdirektör på Statens folkhälsoinstitut.

## Filmografi
- 1963 – Mordvapen till salu
- 1963 – En vacker dag
- 1965 – Den heliga ilskan
- 1966 – Brecht om Brecht
- 1966 – Prinsessan

## Teater

### Roller (ej komplett)
| År   | Roll                      | Produktion                                                         | Regi            | Teater                           |
| ---- | ------------------------- | ------------------------------------------------------------------ | --------------- | -------------------------------- |
| 1960 | Chevalier Corso           | Napoleons tvätterska Victorien Sardou och Émile Moreau             | John Zacharias  | Norrköping-Linköping stadsteater |
| 1960 |                           | Folk och rövare i Kamomilla stad Thorbjørn Egner och Bjarne Amdahl | Bertil Norström | Norrköping-Linköping stadsteater |
| 1961 | Wilhelmsson               | Dunungen Selma Lagerlöf                                            | Sture Ericson   | Norrköping-Linköping stadsteater |
| 1961 | Bourdelot                 | Christina August Strindberg                                        | John Zacharias  | Norrköping-Linköping stadsteater |
| 1961 |                           | Så tuktas en hustyrann John Fletcher                               | Lars Barringer  | Norrköping-Linköping stadsteater |
| 1961 |                           | Folk och rövare i Kamomilla stad Thorbjørn Egner och Bjarne Amdahl | Bertil Norström | Norrköping-Linköping stadsteater |
| 1961 | Landshövding Rüttenschöld | Markurells i Wadköping Hjalmar Bergman                             | Rune Carlsten   | Norrköping-Linköping stadsteater |
| 1962 | John Turley               | Hederligt folk Paul Vincent Carroll                                | Bertil Norström | Norrköping-Linköping stadsteater |
| 1967 |                           | Den jäktade Ludvig Holberg                                         | Kotti Chave     | Skansens friluftsteater          |